# Ледрада
Ледрада (шпан. Ledrada) је општина у покрајини Саламанки, Кастиља и Леон, у Шпанији. Према подацима из 2018. године, овде живи 478 становника.
40° 28′ N 5° 43′ W / 40.467° С; 5.717° З